# Gerhard Hüsch

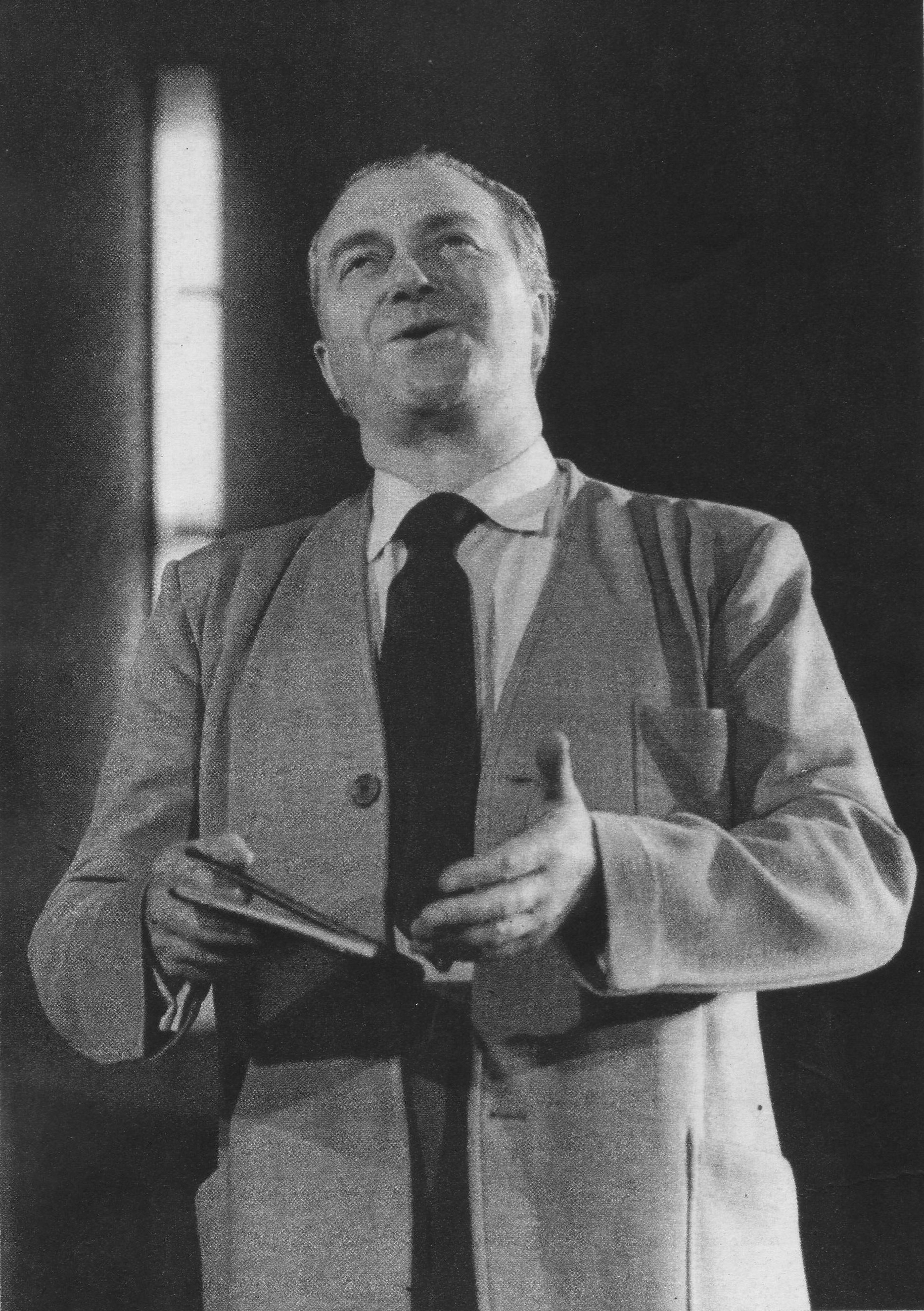
Gerhard Hüsch en Japón, 1952.

Gerhard Hüsch (Heinrich Wilhelm Fritz) (Hannover; 2 de febrero de 1901 - Múnich, 23 de noviembre de 1984) fue un famoso barítono alemán muy apreciado en Mozart y como recitalista de Lieder. 
Poseedor de una bella voz de barítono fue el supremo Papageno de La flauta mágica y Wolfram de Tannhäuser de su época.
Debutó en 1925 en Der Waffenschmied de Lortzing en Osnabrück. Cantó primero en Bremen y en Colonia entre 1927-30. Integró el elenco de las operas de Berlín entre 1930 y 1942 actuando también en Dresde, Hamburgo, Múnich, Viena, Milán, Festival de Bayreuth (1930-1931) y Covent Garden con Bruno Walter regresando en 1931-38.. He returned there in 1931 and 1938.
Como soberbio liederista fue el primero en grabar Winterreise y Die schöne Müllerin de Franz Schubert.